# خط عرض 31° شمال
خط عرض 31° شمال هي إحدى دوائر العرض الجغرافية، وهي دوائر وهمية تحيط بالكرة الأرضية، وموازية لخط الاستواء، وتتميز هذه الدائرة بأن الأراضي الواقعة عليها تنتمي للمنطقة المعتدلة الدفيئة.

## حول العالم
يبدأ من خط الزوال الأولي ويتجه شرقا، خط عرض 31° شمال يمر عبر:
| الإحداثيات                           | البلد أو الإقليم أو البحر | ملاحظات |
| ------------------------------------ | ------------------------- | --- |
| 31°0′N 0°0′E / 31.000°N 0.000°E      | الجزائر                   | |
| 31°0′N 9°22′E / 31.000°N 9.367°E     | تونس                      | |
| 31°0′N 10°17′E / 31.000°N 10.283°E   | ليبيا                     | |
| 31°0′N 17°33′E / 31.000°N 17.550°E   | البحر الأبيض المتوسط      | خليج سرت |
| 31°0′N 20°8′E / 31.000°N 20.133°E    | ليبيا                     | |
| 31°0′N 24°56′E / 31.000°N 24.933°E   | مصر                       | |
| 31°0′N 28°43′E / 31.000°N 28.717°E   | البحر الأبيض المتوسط      | |
| 31°0′N 29°35′E / 31.000°N 29.583°E   | مصر                       | |
| 31°0′N 34°21′E / 31.000°N 34.350°E   | إسرائيل                   | |
| 31°0′N 35°24′E / 31.000°N 35.400°E   | الأردن                    | |
| 31°0′N 37°30′E / 31.000°N 37.500°E   | السعودية                  | |
| 31°0′N 42°14′E / 31.000°N 42.233°E   | العراق                    | |
| 31°0′N 47°42′E / 31.000°N 47.700°E   | إيران / العراق border     | |
| 31°0′N 48°1′E / 31.000°N 48.017°E    | إيران                     | |
| 31°0′N 61°50′E / 31.000°N 61.833°E   | أفغانستان                 | |
| 31°0′N 66°35′E / 31.000°N 66.583°E   | باكستان                   | بلوشستان (باكستان) البنجاب (باكستان) |
| 31°0′N 74°33′E / 31.000°N 74.550°E   | الهند                     | بنجاب (الهند) هيماجل برديش أوتاراخند |
| 31°0′N 79°32′E / 31.000°N 79.533°E   | جمهورية الصين الشعبية     | منطقة التبت ذاتية الحكم سيتشوان تشونغتشينغ خوبي آنهوي تشيجيانغ جيانغسو Zhejiang - لحوالي 5 km Jiangsu - لحوالي 5 km Zhejiang - لحوالي 11 km شانغهاي |
| 31°0′N 121°53′E / 31.000°N 121.883°E | بحر الصين الشرقي          | |
| 31°0′N 130°39′E / 31.000°N 130.650°E | اليابان                   | Cape Sata, the southernmost point of the جزيرة كيوشو                                                                                                |
| 31°0′N 130°41′E / 31.000°N 130.683°E | المحيط الهادئ             | |
| 31°0′N 116°20′W / 31.000°N 116.333°W | المكسيك                   | ولاية باها كاليفورنيا |
| 31°0′N 114°50′W / 31.000°N 114.833°W | خليج كاليفورنيا           | |
| 31°0′N 113°6′W / 31.000°N 113.100°W  | المكسيك                   | ولاية سونورا ولاية شيواوا |
| 31°0′N 105°33′W / 31.000°N 105.550°W | الولايات المتحدة          | تكساس لويزيانا مسيسيبي / Louisiana border Mississippi ألاباما Alabama / فلوريدا border جورجيا (ولاية أمريكية)                                       |
| 31°0′N 81°28′W / 31.000°N 81.467°W   | المحيط الأطلسي            | |
| 31°0′N 9°49′W / 31.000°N 9.817°W     | المغرب                    | |
| 31°0′N 3°33′W / 31.000°N 3.550°W     | الجزائر                   | |